# Lettres à Olga

Les Lettres à Olga sont les lettres que Václav Havel écrit à son épouse Olga alors qu'il est en prison, de juin 1979 à septembre 1982.

## Contexte
En 1977, Václav Havel fait partie des auteurs de la Charte 77 contre la Normalisation en Tchécoslovaquie. Pour avoir lancé un mouvement de contestation du pouvoir politique, il est emprisonné à plusieurs reprises entre 1977 et 1989, et reste quatre ans en prison de 1979 à 1983. Leurs lettres étaient surveillées et ils n'avaient pas le droit d'aborder des sujets politiques ; les deux correspondants numérotaient leurs lettres pour savoir lesquelles ne leur parvenaient pas.

## Accueil critique
Ces lettres révèlent la relation forte qui unit Václav Havel et Olga. Elles révèlent aussi la philosophie de l'intellectuel emprisonné. « L'œuvre «Lettres à Olga» témoigne de la relation forte entre l'auteur et sa femme Olga séparés par l'absurdité de l'arbitraire. «Le président philosophe» y présente sa vie de prisonnier, de mari et aussi d'homme qui pense le monde. »
Pour le critique de la section livres du New York Times, Havel « revient encore et toujours à l'importance de la responsabilité personnelle et rejette la consolation de la résignation. […] Dans sa dernière année de prison, malheureusement, plusieurs de ses lettres semblent moins destinées à Madame Havel qu'à une éventuelle publication et virent à la métaphysique. Malgré les avertissements des censeurs, M. Havel se retrouve continuellement à glisser sur de dangereuses pentes. » Le critique du Los Angeles Times reproche aussi à ces lettres une « abstraction excessive » mais elles n'en restent pas  moins « un trésor ». De même, le critique des Kirkus Reviews conclut : 
« En tant que philosophie - pour ce que ces lettres ont vraiment à dire -, l'espèce d'existentialisme imposant que Havel développe n'a rien de bien nouveau. Comme vaste projet d'optimisme (héroïque et aussi comiquement monstrueux), elles sont, cependant, remarquables de bout en bout. »

## Traduction
- Lettres à Olga, traduit du tchèque par Jan Rubes, préface de Marcel Maréchal et Edgar Morin, éditions de l'Aube, 1997.

## Les Lettres d'Olga
Un livre intitulé Lettres d'Olga a paru en 2010, imaginait les réponses d'Olga Havlová à son époux. Elles sont l'œuvre d'Ivan Havel, le frère de Václav Havel. En effet, les lettres d'Olga ont été perdues.